# Henry Legg
Henry George W. Legg (* 6. August 1910 in Swindon; † 1985) war ein englischer Fußballspieler.

## Karriere
Legg spielte in den 1920er Jahren in seiner Geburtsstadt für die Swindon Corinthians in der Folge war er als Amateur bei Swindon Town aktiv. Im Mai 1928 spielte er als Teil einer Swindon-Auswahl, der mehrere Reservespieler von Swindon Town angehörten, bei einem 4:1-Erfolg gegen die Swindon Corinthians um den lokalen Hospital Cup.
Zur Spielzeit 1928/29 stieg Legg bei Swindon Town zum Profi auf, den Trainingsauftakt Anfang August 1928 hatte er noch aufgrund beruflicher Verpflichtungen verpasst. Zu Pflichtspieleinsätzen für die erste Mannschaft des Klubs, die ihren Ligabetrieb in der Football League Third Division South hatte, kam er in der anschließenden Spielzeit aber nicht.
Im Sommer 1929 wechselte er zum Hauptstadtklub Crystal Palace und wurde in der Presse als „junger und vielversprechender Verteidiger“ beschrieben. Legg trat mehrfach in Cricket-Spielen für das Fußballteam von Crystal Palace in Erscheinung, unter anderem im August 1930 bei einem Sieg über die Queens Park Rangers. Drei Monate später war es auch im Stadtderby gegen QPR, als Legg zu seinem einzigen Pflichtspielauftritt für die erste Mannschaft von Crystal Palace kam. Das Auswärtsspiel in der Third Division South ging mit 0:4 verloren, Legg hatte mit Tommy Crilly vor Torhüter Billy Callender das Verteidigerpaar gebildet. Im Spielbericht des Daily Heralds wird die Leistung der beiden Abwehrspieler als „unsicher“ und „verirrt“ beschrieben, zudem hätte der Offensivdrang von Leggs Vordermann, dem rechten Läufer Wally Rivers, dazu geführt, dass Legg überlastet wurde. Auch die West Middlesex Gazette urteilte: „Rounce und Burns [Anm.: gegnerische Halbstürmer] spielten fast nach Belieben mit Crilly und Legg, die sehr schwach in der Palace-Hintermannschaft waren.“
1931 wurde er vom in der Southern League spielenden Klub FC Dartford verpflichtet. Der Klub hatte in der Vorsaison die Eastern Section der Southern League gewonnen, das Finalspiel um die Gesamtmeisterschaft wurde erst im September 1931 gegen den Staffelsieger der Western Section, die Reservemannschaft von Exeter City, ausgespielt. Dartford gelang hierbei ein deutlicher 7:2-Erfolg, Legg hatte mit dem schottischen Neuzugang David Hogg (FC St. Johnstone) die Verteidigung gebildet. Am Saisonende gewann der Klub erneut die Staffelmeisterschaft. Im Saisonverlauf hatte Legg insgesamt mindestens 32 Pflichtspiele bestritten.
In der Sommerpause 1932 zog er bereits weiter und schloss sich mit Bath City einem Klub aus der Western Section der Southern League an, obwohl presseseitig im Juni noch seine Weiterverpflichtung bei Dartford vermeldet worden war. In Bath traf er mit Les Hicks auf einen früheren Mitspieler aus Swindon und wurde in der Presse als „Entdeckung“ betitelt, die „alle Eigenschaften eines erstklassigen Verteidigers besitzt.“ Zu seiner Spielweise notierte der Korrespondent des Bath Chronicle and Herald im Anschluss an ein vereinsinternes Testspiel: „Seine Zweikämpfe waren besonders tödlich und er schießt gut. Er machte den Eindruck, einer dieser ruhigen, schlichten Verteidiger zu sein, die jede Menge Arbeit verrichten und immer noch Reserven haben.“ In der Spielzeit 1932/33 gewann er mit der Mannschaft die Staffelmeisterschaft, im Ende August 1933 ausgetragenen Meisterschaftsendspiel gegen den Staffelsieger der Eastern Section, die Reservemannschaft von Norwich City, stand er nicht auf dem Platz. Aufgrund eines Beinbruchs in der Vorbereitung auf die Saison 1934/35 endete seine Fußballerlaufbahn nach zwei Jahren und 28 torlosen Pflichtspielen für Bath City.